# Ayşe Hatun (manželka Murada IV.)
Ayşe Sultan (Osmanskou turečtinou: عایشه سلطان‎, 1614? – 1680?) byla manželka osmanského sultána Murada IV.

## Život
V harémové archivní knize bylo zapsáno, že Ayşe byla Muradovou jedinou haseki (konkubínou) až do jeho 17 let, kdy se ujal vlády a přišla jiná žena, která sultána okouzlila. V roce 1633 dostávala od sultána 2000 asper a tento plat jí vydržel až do konce Muradovy vlády. 
Od té doby, co začala dostávat 2 000 asper denně (Muradova druhá haseki dostávala 2571 asper), začala za peníze stavět fotány, domy pro chudé a přispívala chudým na jídlo.
V letech 1678 až 1679 byla stále ještě naživu, ovšem o její smrti a kdy dni úmrtí se nedochovaly žádné zprávy.